# Nord-Herøy
Nord-Herøy er den største ø i Herøy kommune i Nordland fylke i Norge. Arealet er 8,9 km².
Mod sydvest ligger Herøysundet med Herøysundet bro til Syd-Herøy. Mod sydøst ligger Alstenfjorden og øen Alsten i Alstahaug. Mod øst-nordøst ligger Hjartøya. Mod nord ligger Dønnessundet og Dønna. Mod nordvest ligger Hestøya, med vejforbindelse videre til Indre og Ytre Øksningan, Staulen, Seløy og Åkviksundet bro til Dønna.
Kommunecenteret Silvalen ligger ved Herøysundet.